# Oxystigma buchholzii
Oxystigma buchholzii är en ärtväxtart som beskrevs av Hermann August Theodor Harms. Oxystigma buchholzii ingår i släktet Oxystigma och familjen ärtväxter. Inga underarter finns listade i Catalogue of Life.